# Benoît Quersin
Benoît Quersin est un contrebassiste de jazz belge né à Bruxelles en Belgique le 24 juillet 1927 et mort le 31 mai 1992 à Vaison-la-Romaine en France.
Il est un important contrebassiste de la scène jazz internationale durant les années 1950 et 1960.

## Carrière

### Jazzman
Né à Bruxelles en Belgique le 24 juillet 1927 dans une famille de tradition classique, Benoît Quersin rencontre très jeune des personnalités comme le compositeur Béla Bartók ou le pianiste Stefan Askenase : peu avant la guerre, il découvre le jazz en secret dans sa chambre en écoutant les disques de Fats Waller et Louis Armstrong, puis en allant applaudir le chef d'orchestre de jazz belge Fud Candrix,,,. 
Ses débuts en tant que musicien se font avec les gamins de son quartier bruxellois. À la Libération, Quersin monte son premier orchestre. En 1947, il rencontre Jean Thielemans (le futur « Toots ») avec qui il joue quelque temps. Il abandonne le piano pour la contrebasse et obtient ses premiers engagements.
Toots l'emmène au festival de Paris à une époque où les têtes d'affiche sont Charlie Parker et Miles Davis. 
En 1950, Benoît Quersin s'installe à Paris, et il joue et enregistre avec de nombreux artistes de jazz tant américains (Sidney Bechet, Lionel Hampton, Sarah Vaughan, Dizzy Gillespie, Chet Baker, Lucky Thompson, Zoot Sims, Lee Konitz, Jimmy Gourley, Blossom Dearie, Mary Lou Williams, Kenny Clarke, Jonah Jones...) que français (Stéphane Grappelli, Maurice Vander, Barney Wilen, Henri Renaud, René Urtreger, Sacha Distel, Martial Solal...) ou belges (René Thomas, Bobby Jaspar, Francy Boland, Léo Souris, Jacques Pelzer, Jack Sels...),,,,,,,.
De retour en Belgique en 1957, après sept ans passés à Paris, il passe de l'autre côté de la barrière et ouvre à Bruxelles un club de jazz, le « Blue Note », où défileront des gens comme Lou Bennett, Jackie McLean, Martial Solal ou encore Marc Moulin,,.
En 1961, Benoît Quersin devient, sur les ondes de la radio belge RTB (devenue ultérieurement RTBF), animateur d'émissions de jazz (notamment en compagnie de Marc Moulin), qu'il agrémentera d'entretiens avec les plus grands jazzmen de l'époque : il subsiste de ces entretiens des photos de lui en compagnie de Charles Mingus, Thelonious Monk, Ray Charles, Fats Domino et John Coltrane,. Jacques Mercier, à ses débuts à la RTB en 1963, y est alors son assistant et se souvient que Benoît Quersin l'a initié au jazz. Devenu « coordinateur de la « section jazz » de la RTBF, il interviewe les grands maîtres et se fait le défenseur de toutes les formes nouvelles de jazz ». « Il lancera plus tard, avec Marc Moulin, les émissions « Cap de Nuit » et « Now » qui feront date dans l'histoire de la radio belge ».

### Ethno-musicologue
Sur le tard, ce musicien de jazz devient ethno-musicologue, passionné par les civilisations du monde et par la musique d'Afrique de l'Ouest et centrale. En 1967, Quersin réalise des collectes de musiques traditionnelles de l'ethnie Mbam au Cameroun. En 1973, il part s'installer au Zaïre, où il est chargé de la section Musicologie des Musées nationaux du Zaïre et parcourt le pays pour réaliser des collectes de musiques traditionnelles zaïroises et enregistrer des heures de musique sur instruments traditionnels,,. Il publie durant les années 1970 plusieurs disques vinyle (Musiques de l'ancien royaume Kuba, Zaïre - Polyphonies Mongo, Musiques du Nigeria central) sur le label Ocora, un label de la radio de service public Radio France consacré aux formes de musiques traditionnelles,,,,,,. Il publie également en 1972 un disque Bafia, Kameroen composé des enregistrements réalisés en 1967 au Cameroun et édité par le musée royal de l'Afrique centrale, dans la série Opnamen Van Afrikaanse Muziek avec la collaboration de la radio-télévision belge de langue néerlandaise (Belgische Radio en Televisie - BRT),.
Benoît Quersin décède le 31 mai 1992, à l'âge de 65 ans, à Vaison-la-Romaine dans le département de Vaucluse en France,,.

## Discographie sélective

### Jazz (en tant que sideman)
Durant les années 1950 et 1960, Benoît Quersin a enregistré avec de nombreux jazzmen tant américains que français ou belges,,,, :
| Année | Leader                                    | Album                                                      | Label                   |
| ----- | ----------------------------------------- | ---------------------------------------------------------- | ----------------------- |
| 1953  | Zoot Sims                                 | Zoot Sims in Paris                                         | United Artists Jazz     |
| 1955  | Bobby Jaspar                              | Memory of Dick                                             | EmArcy Records          |
| 1955  | Jonah Jones And Gérard Pochonet All Stars | Jonah Plays the Blues                                      | La Voix de son maître   |
| 1955  | Chet Baker                                | In Paris Barclay sessions                                  | Disques Barclay         |
| 1955  | Maurice Vander                            | Piano Jazz - Trio Sessions                                 | Fresh Sound Records     |
| 1956  | Lucky Thompson                            | Lucky Thompson with Dave Pochonet All Stars                | Club français du disque |
| 1956  | Chet Baker                                | Chet Baker And His Quintet With Bobby Jaspar               | Disques Barclay         |
| 1956  | René Thomas                               | The Real Cat                                               | Polydor                 |
| 1956  | Blossom Dearie                            | Blossom Dearie Piano (Blossom Dearie plays April in Paris) | Disques Barclay         |
| 1956  | Lucky Thompson                            | Modern Jazz Group                                          | EmArcy Records          |
| 1956  | Zoot Sims                                 | The Brother                                                | EMI                     |
| 1957  | Barney Wilen                              | Tilt                                                       | Vogue                   |
| 1957  | Jean-Pierre Sasson et Sacha Distel        | Jean-Pierre Sasson Plays with Sacha Distel (EP)            | Columbia                |
| 1958  | Sidney Bechet                             | Sidney Bechet and his american friends                     | Vogue                   |
| 1961  | Jacques Pelzer                            | Jazz in Italy                                              | Cetra                   |
| 1962  | Bobby Jaspar                              | The Bobby Jaspar Quartet at Ronnie Scott's                 | Mole Jazz               |
| 1962  | Chet Baker                                | Chet Is Back                                               | RCA                     |
| 1963  | René Thomas                               | Meeting Mr. Thomas                                         | Disques Barclay         |

### Ethno-musicologie
- 1970 : Musiques de l'ancien royaume Kuba (Disques Ocora)[2],[12]

- 1970 : Zaïre - Polyphonies Mongo (Disques Ocora, référence OCR53)[2],[13],[14],[24]

- 1972 : Muziek van de Bafia, Kameroen, disque édité par le musée royal de l'Afrique centrale (devenu depuis AfricaMuseum) avec la collaboration de la radio-télévision belge de langue néerlandaise (Belgische Radio en Televisie - BRT)[2],[18],[25]

- 1974 : Musiques du Nigeria central (Disques Ocora)[2],[15],[26]